# Garacharma
Garacharma es un pueblo censal del Distrito de Andamán en las Islas Andamán y Nicobar, un territorio de la unión de India.

## Demografía
Según el censo de 2001 de India, Garacharma tenía una población de 9.431 habitantes. Los hombres formaban el 53% de la población y las mujeres el 47%. Garacharma tiene una tasa de alfabetización del 74%, más alta del promedio nacional de 59,5%: el alfabetismo entre los hombres es del 78%, y el de las mujeres del 69%. En Garacharma, el 12% de la población tiene menos de 6 años.